# Ohio Wesleyan University

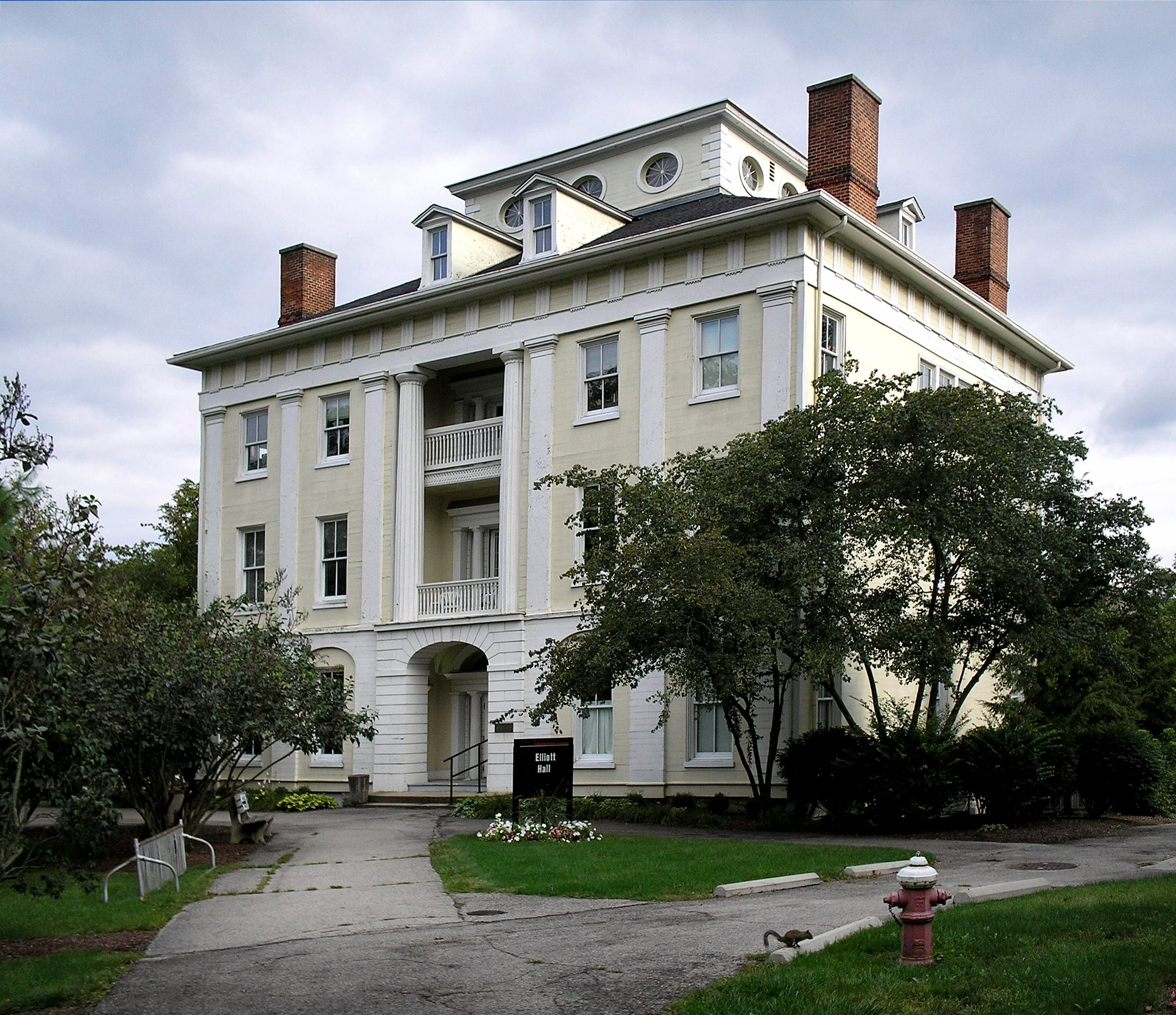
Elliott Hall

Die Ohio Wesleyan University (OWU) ist eine US-amerikanische Universität in Delaware, Ohio, die 1842 gegründet wurde. Sie ist der United Methodist Church verbunden.
Der Campus, welcher sich über ca. 81 Hektar großzügig gestalteten Landes erstreckt, bietet eine Fülle von Gebäuden im neugotischen Stil, viele von ihnen sind über 100 Jahre alt. Einige neuere Bauten sind im Stil moderner Architektur errichtet worden, und eine Vielzahl von Skulpturen befindet sich auf dem Campus.
Die Mehrzahl der Studenten lebt auf dem Campus. In höheren Semestern haben die Studenten auch die Möglichkeit, sich ihre eigene Wohnung zu suchen. Da die Mieten in Ohio Wesleyan jedoch sehr hoch sind, sehen viele davon ab.
Die Ohio Wesleyan University folgt einer Zulassungspolitik, bei der die Zahlungskraft der Bewerber ignoriert wird. Etwaige Differenzen zu den sehr hohen Studiengebühren zahlt die Universität in Form von Stipendien aus ihrem eigenen Kapitalstock. Trotz dieser Zulassungspolitik, welche auch Kindern aus unteren Einkommensschichten ein Studium an der renommierten Universität ermöglicht, wird ein großer Teil der Studentenschaft von Kindern aus wohlhabenden Familien gebildet.
Das Maskottchen der Universität ist der Battling Bishop, und die Schulfarben sind Karmesinrot und Schwarz.